# Шотландски бойци
„Шотландски бойци“ (на английски: Bonnie Scotland) е американска комедия от 1935 година на режисьора Джеймс Хорн, с участието на комедийния дует Лаурел и Харди. Продуциран е от Хал Роуч за Hal Roach Studios. Във филма още участват Джун Ланг, Уилям Джани, Ан Грей, Върнън Стийл, Джими Финлейсън. Филмът излиза на екран от 23 август 1935 г. в Metro-Goldwyn-Mayer.